# Felicitas Mayall
Felicitas Mayall, eigentlich Barbara Felizitas Veit-Mayall (*  als Barbara Felizitas Veit 31. Juli 1947 in München; † 21. Juli 2016 in Prien am Chiemsee), war eine deutsche Journalistin und Schriftstellerin.

## Leben
Aufgewachsen in Wiesbaden und Hamburg, studierte Barbara Veit nach erfolgreichem Abschluss ihrer Schulzeit Politik- und Zeitungswissenschaften und absolvierte die Deutsche Journalistenschule in München. Anschließend bekam sie eine Anstellung in der Redaktion der Süddeutschen Zeitung. Aus dieser Zeit stammen auch ihre ersten literarischen Versuche. Nachdem sie mit ihrem belletristischen Schaffen immer erfolgreicher wurde, gab sie den Journalismus auf und widmete sich ab 1978 nur noch dem eigenen Schreiben. Ihre Kinder- und Jugendbücher sowie einige Sachbücher veröffentlichte die Autorin unter ihrem Geburtsnamen, Kriminalromane und andere Sachbücher hingegen unter dem Pseudonym „Felicitas Mayall“.
Barbara Veit, alias Felicitas Mayall, hatte zwei Söhne. Der Sohn Daniel Veit ist ein deutscher Ökonom und hat den Lehrstuhl für Information Systems und Management an der Universität Augsburg inne. 1995 heiratete die Schriftstellerin den Australier Paul Mayall und lebte später abwechselnd in Australien und in Prien am Chiemsee. Mehr als fünfundzwanzig Jahre lebte sie in München-Haidhausen. Veit starb im Juli 2016 im Alter von 68 Jahren nach schwerer Krankheit.

## Werke (Auswahl)

### Kinder- und Jugendbücher
- Herausgegeben mit Christine Wolfrum: Die Händler kommen, Text von Dominique Joly. Illustriert von Jean-Marie Poissenot. (= Die Welt entdecken, Band 77), Ravensburger Buchverlag, Maiers, Ravensburg 1994 (Originaltitel: Sur les pas des marchands, übersetzt von Sibylle Schneider), ISBN 3-473-38377-5.
- Rolli, der Seehund. Mit Bildern von Ute Martens. Betz, München / Wien 1999, ISBN 3-219-10769-9.
- Gefangene der Nacht. Jugendbuch, Ueberreuter, Wien 2001, ISBN 3-8000-2799-2.
- Milli die Maus. Kinderbuch. Mit Bildern von Ines Joch. Wien 2003 ISBN 3-219-11019-3
- Flux, der Fuchs. Mit Bildern von Veronica Oltmann, Betz, München / Wien 2004, ISBN 3-219-11176-9.
- Von der Schnecke, die wissen wollte, wer ihr Haus geklaut hat. Illustrationen von Anna Laura Cantone, Betz, München / Wien 2005, ISBN 3-219-11167-X.
- Sarah & Kim: Roman einer Freundschaft, als Barbara Veit, Jugendbuch aus Australien, dtv 62279, Reihe Hanser, München 2006, ISBN 978-3-423-62279-0.

### Kriminalromane
- Nacht der Stachelschweine, Laura Gottbergs erster Fall. Kindler, Berlin 2003, ISBN 3-463-40416-8; Taschenbuchausgabe: Rowohlt, Reinbek 2004–2011 (15. Auflage), ISBN 978-3-499-23615-0.
- Wie Krähen im Nebel, Laura Gottbergs zweiter Fall. Kindler, Reinbek 2005, ISBN 3-463-40451-6; Taschenbuchausgabe; Rowohlt, Reinbek 2006, 2007, 2009, ISBN 978-3-499-33268-5.
- Die Löwin aus Cinque Terre, Laura Gottbergs dritter Fall. Rowohlt, Reinbek 2007, ISBN 978-3-499-24044-7.
- Wolfstod, Laura Gottbergs vierter Fall. Rowohlt, Reinbek 2008, ISBN 978-3-499-24044-7.
- Hundszeiten, Laura Gottbergs fünfter Fall. Rowohlt, Reinbek 2010, ISBN 978-3-499-33285-2.
- Die Stunde der Zikaden, Laura Gottbergs sechster Fall. Rowohlt, Reinbek 2009, ISBN 978-3-499-24808-5.
- Nachtgefieder, Laura Gottbergs siebter Fall. Rowohlt, Reinbek 2011, ISBN 978-3-463-40586-5.
- Zeit der Skorpione, Laura Gottbergs achter Fall. Rowohlt, Reinbek 2012, ISBN 978-3-463-40613-8.
- Schwarze Katzen, Laura Gottbergs neunter Fall. Rowohlt, Reinbek 2014, ISBN 978-3-463-40647-3.

### Sachbücher
- Traumsucher. Walkabout in Westaustralien. Illustriert mit Fotos von Paul Mayall (= Sierra Taschenbuch, Band 17). Frederking & Thaler, München 2001, ISBN 3-89405-117-5 (illustriert von Paul Mayall).
- Der Gesang der Sterne. Ein australisches Abenteuer. dtv, München 2002, ISBN 3-423-62095-1.
- Das Paradies ist immer wo anders. Eine Reise durch das unbekannte Tasmanien. Illustriert mit Fotos von Paul Mayall. Frederking & Thaler, München 2004, ISBN 3-89405-473-5.
- Toskana. Brunnen, Burgen und Brunello. Illustriert mit Fotos von Paul Mayall. Edition Sanssouci, München 2006, ISBN 3-7254-1296-0.
- Magischer Kontinent Australien. Mit Paul Mayall. Frederking & Thaler, München 2007, ISBN 978-3-89405-653-7.
- Fliegende Hunde. Begegnungen mit Australien. Illustriert mit Fotos von Paul Mayall. Kindler, Reinbek 2013, ISBN 978-346340646-6.